# 33406 Saltzman
33406 Saltzman è un asteroide della fascia principale. Scoperto nel 1999, presenta un'orbita caratterizzata da un semiasse maggiore pari a 2,3393049 UA e da un'eccentricità di 0,1550354, inclinata di 2,70255° rispetto all'eclittica.